# أوسامو كوداما
أوسامو كوداما (باليابانية: 児玉修؛ بالكانا: こだま おさむ) هو متزحلق جبال الألب ياباني، ولد في 21 سبتمبر 1956.

## وصلات خارجية
- أوسامو كوداما على موقع الاتحاد الدولي للتزلج (التزلج على المنحدرات الثلجية) (الإنجليزية)
- أوسامو كوداما على موقع أوليمبيديا (الإنجليزية)